# Doddasiddavvanahalli, Chitradurga
Doddasiddavvanahalli là một làng thuộc tehsil Chitradurga, huyện Chitradurga, bang Karnataka, Ấn Độ.